# 栃木県道195号裏見滝線

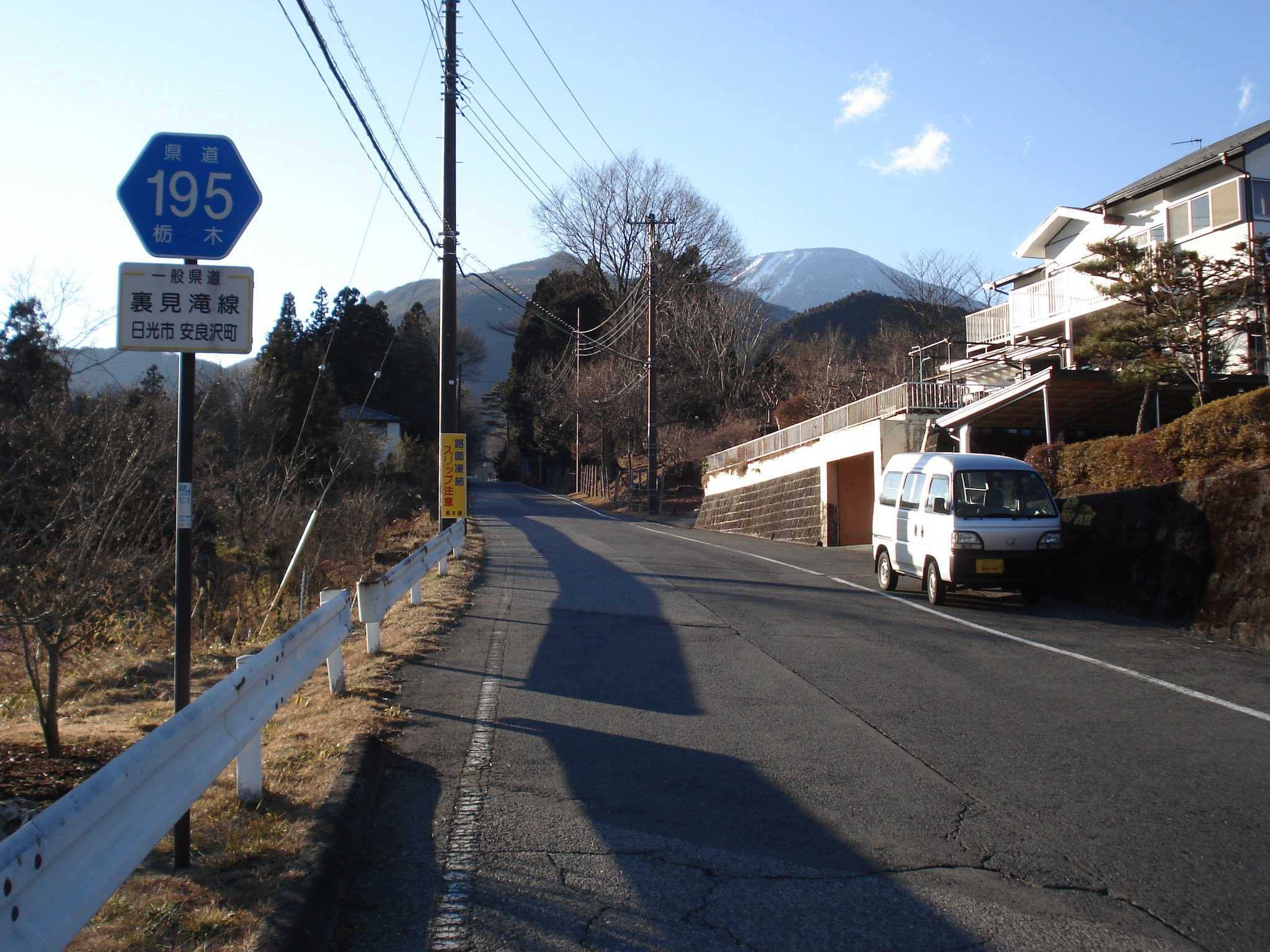
日光市安良沢町付近

栃木県道195号裏見滝線（とちぎけんどう195ごう うらみのたきせん）は、栃木県日光市内を通る一般県道である。

## 概要

### 路線データ
- 指定：1961年（昭和36年）4月1日
- 距離：1.906km
- 起点：栃木県日光市日光（裏見滝）
- 終点：栃木県日光市清滝安良沢町（国道120号交点）